# Provinciale weg 288
Der Provinciale weg 288 ist eine Straße in der niederländischen Provinz Zeeland. Er ist eine wichtige Straßenverbindung auf der Halbinsel Walcheren. Die N288 beginnt südlich der Ortschaft Westkapelle und verläuft in Richtung Süden, wobei sie an den Orten Zoutelande und Biggekerke vorbeiführt. Sie verlief bis 2005 durch den Ort Koudekerke, was durch den Bau einer Ortsumgehung nun nicht mehr nötig ist. Weiter verläuft sie durch die nördlichen Vlissinger Stadtbezirke. Kurz danach wird sie vierspurig und verläuft über eine Hebebrücke über den Kanaal door Walcheren. Schließlich mündet die N288 an einer großen Kreuzung in Vlissingen in die A58.